# Simon Whatley
Simon Whatley (* 25. Februar 1973 in Yeovil) ist ein ehemaliger englischer Dartspieler.

## Karriere
Bei den Las Vegas Desert Classic 2002 schlug Whatley im Achtelfinale Dennis Smith um dann gegen Lee Palfreyman das Viertelfinale zu verlieren. Im selben Jahr spielte er bei den Winmau World Masters und schlug in der ersten Runde Graham Hunt, bevor er gegen Ronnie Baxter verlor. Danach wechselte er zur PDC und nahm an den UK Open 2003 teil, wo er die Runde der letzten 32 erreichte, indem er Barrie Bates schlug und gegen Shayne Burgess verlor. Er nahm auch am World Matchplay 2003 teil und verlor in der ersten Runde gegen Jamie Harvey. Ein gutes Jahr rundete er mit der Teilnahme an der PDC World Darts Championship 2004 ab, wo er Henry O’Neill, Richie Burnett und Lionel Sams besiegte und bis ins Viertelfinale kam, wo er gegen Wayne Mardle verlor. Sein Folgejahr verlief enttäuschend, bei den UK Open 2004 schied er früh aus, als er in der zweiten Runde gegen Andy Keen verlor. Beim World Matchplay schied er ein zweites Mal in der ersten Runde aus, als er gegen Alan Warriner verlor. Er nahm an der PDC World Darts Championship 2005 teil, verlor aber in der zweiten Runde gegen Mark Holden. Bei den UK Open 2005 schaffte er es nur in die 2 Runde, 2006 erreichte er die 3. Runde wo er 0:8 gegen Raymond van Barneveld verlor und 2007 schaffte er es in die 4. Runde wo er gegen Mark Dudbridge 11:8 unterlag. Bei den UK Open 2008 erreichte er die letzten 16 des Turniers und verlor 8:9 gegen Alan Tabern, wodurch er wieder in der Weltrangliste auf Platz 79 kletterte.

## Weltmeisterschaftsresultate

### PDC
- 2004: Viertelfinale (1:5-Niederlage gegen  Wayne Mardle)
- 2005: 2. Runde (0:3-Niederlage gegen  Mark Holden)